# Shane Rennie
Shane Rennie (ur. 14 grudnia 1985) – grenadyjski piłkarz grający na pozycji pomocnika. Jest wychowankiem klubu Paradise FC.

## Kariera klubowa
Karierę piłkarską Rennie rozpoczął w klubie Paradise FC. W jego barwach zadebiutował w 2005 roku w pierwszej lidze grenadyjskiej i od czasu debiutu jest jego podstawowym zawodnikiem. W latach 2005 i 2007 wywalczył z nim mistrzostwo Grenady. W 2008 roku był wypożyczony do St. Ann's Rangers z Trynidadu i Tobago.

## Kariera reprezentacyjna
W reprezentacji Grenady Rennie zadebiutował w 2005 roku. W 2009 roku zagrał w 3 meczach Złotego Pucharu CONCACAF: ze Stanami Zjednoczonymi (0:4), z Haiti (0:2) i z Hondurasem (0:4). W 2011 roku został powołany do kadry na Złoty Puchar CONCACAF 2011.